# تثلث صبغي
تثلث صبغي أو تثلث كروموسومي (بالإنجليزية: Trisomy)‏ هو نوع من التعدّد الصبغي حيث يكون عدد إحدى الكروموسومات 3 بدل 2، وهو نوع من الاختلال في الصيغة الصبغيّة، وسببه هو خلل في افتراق أزواج الكروموسومات خلال انقسام الخليّة ممّا يؤدّي إلى وجود نسخة إضافيّة من الكروموسوم.